# كارلوس بارا (لاعب كرة قدم مواليد 1992)
كارلوس بارا (بالإسبانية: Carlos Parra Miranda)‏ هو لاعب كرة قدم مكسيكي في مركز الهجوم، ولد في 30 مارس 1992 في Ahome ‏ في المكسيك. لعب مع سانتوس لاغونا.

## وصلات خارجية
- كارلوس بارا (لاعب كرة قدم مواليد 1992) على موقع قاعدة بيانات كرة القدم.إي يو (الإنجليزية)
- كارلوس بارا (لاعب كرة قدم مواليد 1992) على موقع Soccerway.com (الإنجليزية)